# Војна академија (3. сезона)
Трећа сезона телевизијске серије Војна академија је премијерно емитована на РТС-у у периоду од 19. фебруара до 4. јуна 2017. године.

## Радња
Сазнаје се којим су стопама кренули некадашњи кадети, а на њихово место у ђачке клупе долази нова генерација кадета.

## Улоге

### Главне
- Бојан Перић – Данијел Стошић
- Тијана Печенчић – Милица Зимоњић Зимче
- Драгана Дабовић – Инес Шашвари Шаша
- Иван Михаиловић – Мирко Клисура
- Тамара Драгичевић – Надица Арсић
- Бранко Јанковић – Живојин Џаковић
- Анђела Јовановић – Светлана Савић Цеца
- Гордана Пауновић – Марија Гаћеша Маша
- Андреа Ржаничанин – Анђела Бањац
- Ђорђе Стојковић – Груја Голијанин
- Вучић Перовић – Богољуб Јанковић Буги
- Славен Дошло – Илија Морача Ика
- Радован Вујовић – Радисав Рисовић Рис (Епизоде 1-9)
- Јелисавета Орашанин – Весна Роксандић Роксанда
- Љубомир Бандовић – мајор Илија Жарач
- Небојша Миловановић – мајор Драган Кашанин
- Милош Тимотијевић – мајор Видоје Васиљевић Васке
- Драган Бјелогрлић – потпуковник Мирослав Панић
- Тихомир Станић – генерал Зековић
- Радослав Миленковић – чика Живојин Жиле
- Гордан Кичић – познати глумац (Епизоде 10-15)
- Драган Мићановић – адвокат Јован Пете
- Олга Одановић – Милијарда Клисура
- Тамара Крцуновић – инспекторка Вера Антић
- Јелица Сретеновић – куварица Бранкица Тодоровић Буразер
- Милица Михајловић – куварица Бранислава Шекуларац Шеки

### Епизодне
- Баја Банге Намкосе – Лариса Сисоко Бенгаја
- Младен Нелевић – Десимир Џаковић
- Оливера Викторовић – Рада Џаковић
- Предраг Смиљковић – Богољуб Јанковић
- Горан Радаковић – професор Чучко
- Зинаида Дедакин – Машина мајка
- Ненад Ћирић – Машин отац
- Миодраг Крстовић – Тими Јанковић, Бугијев отац
- Милутин Милошевић – Иван, Анђелин дечко
- Слободан Тешић – Грујин отац
- Александар Радојичић – Ненад
- Љубиша Милишић – Икин отац
- Марија Опсеница – Икина мајка
- Ивана Михић – Емилија Стошић
- Љубиша Баровић – професор математике
- Феђа Стојановић – Рисов отац
- Дара Џокић – Будимирка Рисовић, Рисова мајка
- Анка Гаћеша − Виолета
- Јована Беловић − Нађа Лалић

## Епизоде
| Бр. еп. (укупно) | Бр. еп. (у сезони) | Наслов       | Редитељ       | Сценариста                                                      | Премијера         |
| --- | ------------------ | ------------ | ------------- | --------------------------------------------------------------- | ----------------- |
| 24 | 1                  | Епизода 3.1  | Дејан Зечевић | По причи: Гордана Михића Сценарио: Бобан Јевтић и Милан Коњевић | 19. фебруар 2017. |
| Сазнаје се којим су животним стазама пошли некадашњи кадети. Упознају се нови кандидати за кадете, који се спремају да положе тешки испит будућности. Међу њима су девојке и младићи који ће успети да остваре свој сан. Сада су Зимче и Стошић у улози младих поручника који воде пријемни испит и упознају кадете са позивом који их чека. Рис је једини напустио земљу, отишавши у далеку мисију. Шашвари је у Служби за односе са јавношћу, а Клисура једини као да није још схватио да се њихова мала група раздвојила, покушава да их све окупи у свом малом новом стану. Џале и Надица отвориће причу својим шармантним односом који доживљава климакс. |                    |              |               |                                                                 |                   |
| 25 | 2                  | Епизода 3.2  | Дејан Зечевић | По причи: Гордана Михића Сценарио: Бобан Јевтић и Милан Коњевић | 26. фебруар 2017. |
| Упознају се боље млади кадети и кадеткиње који су успели да положе тежак пријемни и животни испит. Међу њима се истичу нови ликови чије се судбине и околности из којих су дошли истичу. Ту су пуначка Маша из Баната, чија мајка не може да се помири са растанком од своје вољене сам тетошене јединице, "откачена" Цеца која меље као навијена, тајанствена Анђела чији се дечко противи њеној одлуци. Ту су и Груја и његов земљак и другар Буги, рокер који мора да ошиша своју дугу косу пред полазак у војску, као и Ика, момак из београдског блока који бежи из хаотичне породице и безнадежног окружења у неки "нови свет". Зимче и Стошић, им помажу да уђу у тај нови свет, уз гласно присуство Жарача и других старијих официра. Клисура је својом усамљеношћу забринуо мајку Милијарду која посеже за гатаром Калиопом да му провери "стање мистерије". |                    |              |               |                                                                 |                   |
| 26 | 3                  | Епизода 3.3  | Дејан Зечевић | По причи: Гордана Михића Сценарио: Бобан Јевтић и Милан Коњевић | 5. март 2017.     |
| Млади кадети и кадеткиње коначно ступају у Академију. Узимају униформе, распоређују се по собама, слушају старешине које им причају о наступајућим обавезама, и свако се у себи пита да ли је то баш оно што је желео. Али, ритам дана им не допушта да се преиспитују, ходају стазама којима су многи пре њих пошли. Рис је на мировној мисији у Африци, док он и Зимчe покушавају да одрже "везу на даљину". Стошић и Ивана су у Београду, али њихова веза постаје турбулентна. Рокса више не може да их мири јер прелази у Ниш, у хеликоптерску јединицу. Тамо ће је сачекати велико изненађење! Клисура поново одлази у плесни клуб и види исту тајанствену девојку. |                    |              |               |                                                                 |                   |
| 27 | 4                  | Епизода 3.4  | Дејан Зечевић | По причи: Гордана Михића Сценарио: Бобан Јевтић и Милан Коњевић | 12. март 2017.    |
| Нови кадети полако улазе у рутину коју собом носи живот у касарни. Сналазе се како ко уме и може, неки се истичу знањем и спретношћу, а неки необичним понашањем и смислом за хумор. Склапају се прва међусобна познанства, зачињу будућа пријатељства, али и наговештавају могуће симпатије. Рис у мировној мисији упознаје тамнопуту Лилу Сиско, која га изненади знањем српског језика. Она је студирала у Београду, и док Зимче покушава да ступи у везу са њим преко скајпа, двоје "мировњака" усрдно ћаскају, док полећу на задатак. Зимче је тужна и сама. Те исте вечери Стошић схвата да га је Ивана напустила и без поздрава отишла на понуђени посао у Дубаију. Он, сломљен, зове Зимче на пиво. И тако, двоје нерасположених другара заврше уз кригле, јадање и ко зна шта још. Начелник Академије представља колегијуму потпуковника Панића, који је био у мировним мисијама, а убудуће ће предавати кадетима Наоружање. |                    |              |               |                                                                 |                   |
| 28 | 5                  | Епизода 3.5  | Дејан Зечевић | По причи: Гордана Михића Сценарио: Бобан Јевтић и Милан Коњевић | 19. март 2017.    |
| Вест да су Зимче и Стошић "у вези" брзо се шири међу старим пријатељима са класе. Свако у ланцу извештавања дода још по нешто, тако да од "тајне" не остаје ништа. Сви су узбуђени и збуњени том новом интригом. Мистериозна жена, Вера, која је управо стигла у "рутинску контролу" на Војну академију, долази из ВБА и започиње контролу рада запослених. Свима је неугодно, а нарочито мајору Кашанину. Око логора Мировне мисије у којој је Рис компликује се безбедносна ситуација. Лила наговештава Рису да ће их вероватно ускоро евакуисати одатле. Зимче је и даље забринута и усамљена. Када је Стошић поново позове на пиво, она је у недоумици да ли да прихвати или одбије. Клисура напредује у плесу, али и у односу са тајанственом Виолетом. |                    |              |               |                                                                 |                   |
| 29 | 6                  | Епизода 3.6  | Дејан Зечевић | По причи: Гордана Михића Сценарио: Бобан Јевтић и Милан Коњевић | 26. март 2017.    |
| Вера из ВБА као да посвећује пажњу испитивањима мајора Кашанина, коме то дискретно "решетање" нимало не прија. Ипак, изгледа као да их нешто узајамно привлачи. Логор мировне мисије у коме служи Рис коначно заиста нападају радикални исламисти. Штура, и деликатна вест се шири преко Шаше до осталих "класића", а Стошића и Зимче затиче у деликатној ситуацији. Телевизија преноси конференцију за новинаре на којој говори Шашвари о ситуацији на аеродрому где се налазе опкољени чланови Мисије, као и група талаца. Све везе су у прекиду. Пријатељи, окупљени око Зимче, прате ситуацију у Африци, али осим понеког руског сателитског снимка, нема нових информација. На терену, Рис покушава да осмисли акцију којом би ослободили главни предајник и мобилни "ап-линк" од терориста, што би им био једини спас. |                    |              |               |                                                                 |                   |
| 30 | 7                  | Епизода 3.7  | Дејан Зечевић | По причи: Гордана Михића Сценарио: Бобан Јевтић и Милан Коњевић | 9. април 2017.    |
| Нови дан је освануо за кадете. Они се баве уобичајеним пословима, али и једни другима. Анђела и њена тајновитост, изгледа, веома интригирају неке њене колеге. Ипак, и они су већ чули вест о Рису, поручнику кога не познају, а који је у невољи. А о стању на опкољеном аеродрому, као ни о Рису, нових података немају ни начелник Академије, ни мајор Жарач, ни служба информисања. Сви су забринути, али највише они који су и били најближи Рису - његове колеге и пријатељи, окупљени код Зимчета око телевизора, напето прате развој тешке ситуације у Африци. На аеродрому, Рис и Лила покушавају да изведу опасну акцију којом би ослободили главни предајник и мобилни "ап-линк" од терориста, што би и био једини спас за све. Док се шуњају подземним ходницима са оружјем "на готовс", међу њима долази до спознаје о узајамној привлачности. За то време, Зимче, изједена грижом савести због поновљене "прељубе" са Стошићем, гледа, по први пут, раније снимљену видео поруку коју је добила од Риса. |                    |              |               |                                                                 |                   |
| 31 | 8                  | Епизода 3.8  | Дејан Зечевић | По причи: Гордана Михића Сценарио: Бобан Јевтић и Милан Коњевић | 16. април 2017.   |
| Рис је свима у мислима. Појединачно се присећају сваког понеког емотивног тренутка са њим и схватају шта је он значио у њиховим животима. Клисура се уселио код Зимчета да је негује, јер изгледа да је њој најтеже. Рис и Лила, после врло напетих "трилер" сцена, успевају да се домогну циља. Веза са спасиоцима је успостављена, али терористи могу да упадну сваког тренутка. Рис зато одлучује да се сам забарикадира у просторији и да чува предајник. Лила жели да остане, али он је убеди да се врати ходником назад, што она нерадо чини. Надица одлази на разговор за посао код чувеног београдског адвоката Петеа. "Класићи" седе код Зимчета и гледају вести о ослобађању аеродрома. О Рису се не зна још ништа. Он, међутим, седи сам са митраљезом и неко покушава да развали врата. |                    |              |               |                                                                 |                   |
| 32 | 9                  | Епизода 3.9  | Дејан Зечевић | По причи: Гордана Михића Сценарио: Бобан Јевтић и Милан Коњевић | 23. април 2017.   |
| О Рису се још ништа не зна, сви су већ на ивици нерава. И међу младим кадетима се коментаришу могуће жртве акције у Африци. Шашвари позивају на хитан, поверљив састанак код министра. У следећем кадру она седи на степеницама и неутешно плаче. Јавља Зимчету о Рисовој судбини, настају неверица, па шок и хистерија. Сви се окупљају код Зимчета, а затим одлазе да саопште Рисовим родитељима. У потресном низу слика схватамо непомирљиви јаз између изгубљеног младог живота и јуначког жртвовања за више циљеве. Иста сурова туга обухвата и Рисове надређене, али то не спречава мајора Радића да оптужи Шашвари због самосталног обавештавања пријатеља и породице. Њој прети отказ. Специјалним авионом допремају Рисове земне остатке, које прати његова саборкиња Лариса Сиско. Припрема се сахрана младом "хероју". |                    |              |               |                                                                 |                   |
| 33 | 10                 | Епизода 3.10 | Дејан Зечевић | По причи: Гордана Михића Сценарио: Бобан Јевтић и Милан Коњевић | 30. април 2017.   |
| Прошло је време. Млади кадети одлазе на терен, са њима и Зимче и Стошић, али и искусни потпуковник Панић. Свако од њих бори се са својим успоменама, док кадети упадају у многе невоље из којих излазе уз помоћ узајамне подршке и зезања. Међутим, долази и до напетости и сукоба. У Клисурин живот се после пола године враћа неко кога никако није заборавио. А у Кашанинов живот се враћа већ помало заборављена ноћна мора, по имену Вера! |                    |              |               |                                                                 |                   |
| 34 | 11                 | Епизода 3.11 | Дејан Зечевић | По причи: Гордана Михића Сценарио: Бобан Јевтић и Милан Коњевић | 7. мај 2017.      |
| У Џалетов и Надичин живот улази коза Смиљка, коју им на чување оставља Џалетов отац, што ће изазвати разне хуморне ефекте. Надица ради за Петеа и током важног састанка њој позли. Пете посумња да је трудна. Код куће Надица ради тест за рано откривање трудноће. На тактичкој вежби Зимче и Стошић проводе младе кадете кроз низ узбудљивих ситуација. У инсценираној пуцњави на један тактички објекат, потпуковник Панић доживи чудан ратни "флеш-бек". То ће га приближити Зимчету. За то време Цеца и Анђела су све ближе идеји да је Панић можда човек кога траже - Анђелин биолошки отац. |                    |              |               |                                                                 |                   |
| 35 | 12                 | Епизода 3.12 | Дејан Зечевић | По причи: Гордана Михића Сценарио: Бобан Јевтић и Милан Коњевић | 14. мај 2017.     |
| Стошић одлази код мајке да јој честита рођендан, али она није ту. Милијарда покушава да спаси ситуацију, али Стошић и Емилијин знатно млађи дечко Никола се ипак срећу. Васке обавештава сараднике, међу којима је и Рокса, да ће сада чешће надлетати зону раздвајања, јер је тамо откривена организована криминална група. За то време, Вера нуди Кашанину посао за ВБА. Клисура изводи Зимче у плесни клуб где ће се појави и Виолета, и њих двоје ће страсно играти танго. Млади кадети су у диско клубу, где ће се развијати стари односи и открити нове симпатије. |                    |              |               |                                                                 |                   |
| 36 | 13                 | Епизода 3.13 | Дејан Зечевић | По причи: Гордана Михића Сценарио: Бобан Јевтић и Милан Коњевић | 21. мај 2017.     |
| Велика ствар! На Војној академији снимаће се филм и серија! Начелник упознаје познатог глумца са старешинама и даје им у задатак да га што боље уведу у дух живота Академије. Надаље, где год се појави, изазива одушевљење кадета, а нарочито су осетљиве на његов шарм Шеки и Буразер. Нераздвојни другови Груја и Буги испољиће свој латентни сукоб пред свима на часу борилачких вештина, након чега као да нема повратка. Вера и даље "обрађује" Кашанина, тражећи од њега помоћ служби, коју он неће моћи да одбије. Убрзо се читава ствар претвара у узбудљив трилер у коме Мајор Кашанин игра пресудну улогу. Адвокат Пете позива Надицу на вечеру, како би радили на "случају". Џале, готово полудео од бриге што му она није рекла за позитиван тест трудноће, први пут направи испад. |                    |              |               |                                                                 |                   |
| 37 | 14                 | Епизода 3.14 | Дејан Зечевић | По причи: Гордана Михића Сценарио: Бобан Јевтић и Милан Коњевић | 28. мај 2017.     |
| Мајор Кашанин је везан за столицу, док га Мирољуб, друг из детињства, а сада вођа најопасније организоване криминалне групе на Балкану, испитује. Изгледа да је Вера жртвовала Кашанина за могућност хватања банде, док је начелник Академије огорчен што је од њега крила читаву акцију. Ипак, војска има план како да похвата опасне типове, али и да спаси свог човека. Буги и Груја су још увек на дистанци, што ниједном од њих двојице не прија. "Познати глумац" наставља да "вршља" по академији. Сви му излазе у сусрет, мада некима "иде на живце". Кадетима повремено долазе родитељи у посету, из разговора сазнаје се да влада велики страх да деца не падну годину. Последице су у том случају велике. Милијарда проналази Виолетин брусхалтер међу Мирковим стварима чиме почиње комично "саслушавање". |                    |              |               |                                                                 |                   |
| 38 | 15                 | Епизода 3.15 | Дејан Зечевић | По причи: Гордана Михића Сценарио: Бобан Јевтић и Милан Коњевић | 4. јун 2017.      |
| Кадете чекају и терен и завршни испити, од којих им зависи будућност. Са њима ће на терен кренути и "познати глумац", како би што боље глумачки освојио "војнички живот". Он стално "режира", "селфији" само пљуште. Маша и Ика су све ближи, иако Маша мисли да је његова слабост Анђела. Што се Анђеле тиче, она одустаје од потраге за оцем, каже Цеци да је Академија све "средила у њој". Адвокат Пете, једне вечери у ресторану, откриће своје праве мотиве ангажовања Надице као помоћника. Она ће му показати "шта је научила на Војној академији", коју он толико презире. Код куће, Џале спрема вечеру. Шума. Кашанин је заробљеник банде. Мирољуб и он воде "опроштајни" разговор, кад изненада почне акција војске. Хеликоптером који лети у тзв. зони безбедности управља, ни мање ни више, храбра Рокса! Вера је издала последње упутство: приоритетан циљ акције је "неутралисање криминалне групе", а тек на другом месту - спасавање Кашанина. Следи напета ситуација - хеликоптер слеће, специјалци улазе у шуму, пуцњава, Мирољуб држи Кашанина на нишану. Клисура и Виолета наступају на такмичењу, а у публици су сви актери који навијају. Крај ће обележити један емотивни кадар у коме се појављује мало, ново биће, на одушевљење свих бивших кадета. |                    |              |               |                                                                 |                   |

## Напомена
- Приликом досадашњег емитовања серије, на почетку сваке епизоде није наведен назив саме епизоде.